# Philip Deignan

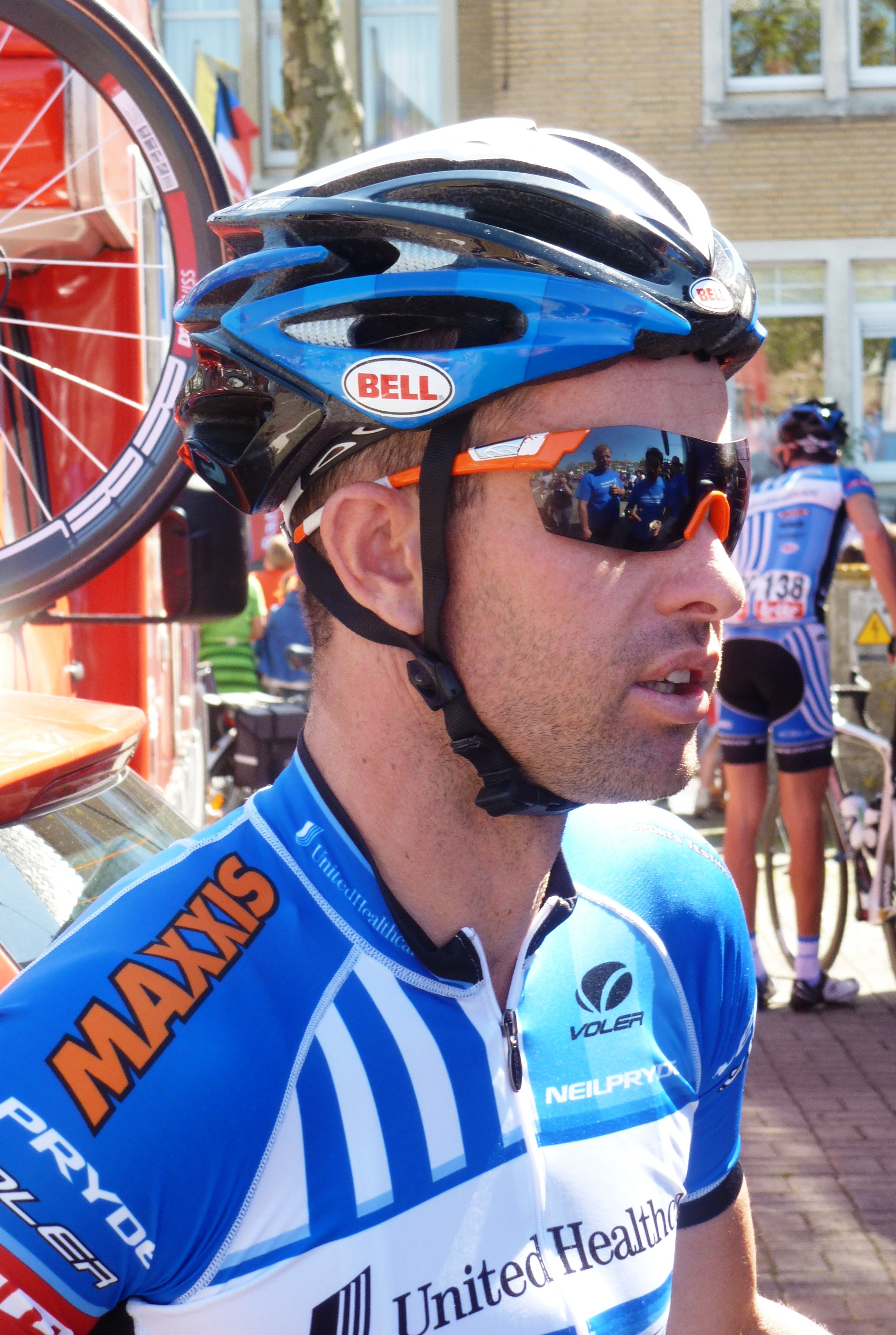
Philip Deignan 2012.

Philip Deignan, född 7 september 1983 i Letterkenny, är en irländsk professionell tävlingscyklist.

## Karriär
Philip Deignan blev professionell för det franska UCI ProTour-stallet Ag2r Prévoyance 2005, men lämnade dem inför säsongen 2009 för att tävla för det kanadensiska stallet Cervélo TestTeam. Innan Deignan blev professionell tävlade han för det franska amatörstallet VC La Pomme Marseille, ett stall med bas i den franska storstaden Marseille.
Deignan började inte att cykla seriöst förrän 1997, när han cyklade i en cykeltävling för välgörenhet i Letterkenny.
Philippe Deignan slutade trea på etapp 5 och nio under Baby Giro 2004. Som amatör vann han Tour de la Savoie 2003 och Ronde de l'Isard under säsongen 2004. Under säsongen 2003 vann han också etapp 1A av Giro della Valle d'Aosta tillsammans med stallkamraterna i VC la Pomme Hubert Dupont och Fumiyuki Beppu.
Han vann Tour du Doubs 2005 när han var 21 år vilket blev irländarens första professionella seger. Samma år blev han uttagen i Irlands trupp till världsmästerskapen och han slutade på nionde plats i U23-världsmästerskapens linjelopp. Han slutade också tvåa på en av de bergiga etapperna i Tour de l'Avenir 2005. 
Philippe Deignan blev uttagen till världsmästerskapen 2006 i Salzburg tillsammans med David McCann och Nicolas Roche. Tidigare under året slutade han två efter fransmannen Rémy Di Gregorio på etapp 8 av Tour de l'Avenir.
Deignan blev uttagen till Ag2r Prévoyances lag under Vuelta a Espana 2007, trots att han tidigare under säsongen hade blivit plågas av en skada. Hans bästa resultat i det spanska etapploppet var en tionde plats på etapp 14 det året, men han gjorde fina resultat i flera bergsetapper.
Under säsongen 2008 blev Philip Deignan uttagen till sitt stalls lag i Giro d'Italia 2008. Irländaren slutade på 79:e plats i tävlingen. Under säsongen kvalificerade sig irländaren till de Olympiska sommarspelen 2008, där han skulle tävla i linjeloppet. Deignan slutade 81:a i tävlingen. Deignan blev senare under säsongen uttagen, tillsammans med landsmännen Nicolas Roche och Roger Aiken, till världsmästerskapen 2008 i Varese. Ingen av de tre cyklister avslutade dock loppet.
I september 2008 blev det klart att irländaren skulle cykla för Cervélo TestTeam från och med säsongen 2009.
Deignan vann etapp 18 av Vuelta a España 2009.

## Meriter
2003
Etapp 1A, Giro della Valle d'Aosta
2004
Ronde de l'Isard d'Ariège (U23)
Etapp 2
Etapp 5
3:a, etapp 5, Baby Giro
3:a, etapp 9, Baby Giro
29:a, Baby Giro
2005
Tour du Doubs
3:a, etapp 2, Paris – Corrèze
9:a, U23-världsmästerskapen – linjelopp
2006
2:a, etapp 8, Tour de l'Avenir
2009
1:a, etapp 18, Vuelta a España 2009

## Stall
- Ag2r Prévoyance 2005–2008
- Cervélo TestTeam 2009–2010
- Team RadioShack 2011
- UnitedHealthcare 2012–